# كريستوفر رايموند بيري رودجرز
كريستوفر رايموند بيري رودجرز (بالإنجليزية: Christopher Raymond Perry Rodgers)‏ هو ضابط أمريكي، ولد في 4 نوفمبر 1819 في بروكلين في الولايات المتحدة، وتوفي في 8 يناير 1892 في واشنطن العاصمة في الولايات المتحدة.